# Pedro Arrupe y Gondra
Pedro Arrupe y Gondra (Bilbao, 14 de novembre de 1907 - Roma, Itàlia, 5 de febrer de 1991) va ser un sacerdot i jesuïta espanyol, 28è prepòsit general de la Companyia de Jesús entre 1965 i 1983.

## Primers anys
Va estudiar al Col·legi Calasancio (Bilbao) de l'Ordre dels Clergues Regulars pobres de la Mare de Déu de les Escoles Pies, coneguts com a Pares Escolapis. El 29 de març de 1918 va ingressar a la Congregació mariana de Sant Estanislau de Kostka, dirigida pel pare Basterra. El 1923 comença el primer curs de Medicina a la Facultat de Sant Carles de Madrid. Allí va ser deixeble de Juan Negrín. Al cap dels anys, aquest famós professor, que va arribar a ser president del govern espanyol, va preguntar on era aquell alumne tan brillant que recordava. Quan li van dir que s'havia fet jesuïta es va quedar sorprès, ja que la República havia expulsat els jesuïtes d'Espanya.
Després que va morir el seu pare el 1926, va decidir fer un viatge al Santuari de Lorda amb les seves germanes. Allí va assistir a més d'una curació miraculosa que ell va tenir ocasió d'analitzar des de la categoria d'estudiant de medicina. Diria: «Vaig sentir Déu tan a prop en els seus miracles, que em va arrossegar violentament darrere seu».
L'any 1927 entra a la Companyia de Jesús a Loiola, a Guipúscoa, on fa el noviciat i un bienni d'estudis d'Humanitats.
Després d'haver començat els seus estudis de Filosofia a Oña, a Burgos, l'any 1931, a causa de l'expulsió dels jesuïtes d'Espanya el 1932, els continua amb tots els seus companys a Marneffe, a Bèlgica. Entre els anys 1933 i 1936 estudia Teologia a l'Ignatiuskolleg de Valkenburg, als Països Baixos, amb els jesuïtes alemanys. El 1936 es ordenat sacerdot a Marneffe (Bèlgica). I entre 1936 i 1937 completa els estudis de Teologia al St. Mary's College, a Kansas, als Estats Units. Entre 1937 i 1938, en acabar els estudis, realitza un curs de renovació espiritual abans dels últims vots a Cleveland, Ohio, als Estats Units d'Amèrica. Allà treballà a les presons, amb emigrants espanyols i hispanoamericans.

## La missió al Japó
El 6 de juny de 1938 va rebre una carta del pare general destinant-lo a la missió del Japó, missió que havia sol·licitat ja moltes vegades als seus superiors. El 30 de setembre va embarcar a Seattle rumb a Yokohama. Després de diversos mesos d'aprenentatge de la llengua i costums japonesos, el juny de 1940 va ser destinat a la parròquia de Yamaguchi, tan plena de records de San Francisco Javier. No obstant això, aquests primers anys van ser per a ell en part frustrants, perquè les seves contínues i variades iniciatives no aconseguien atreure els japonesos a la fe cristiana.
L'endemà d'entrar el Japó, durant la II Guerra Mundial, el 8 de desembre de 1941, el fiquen a la presó acusant-lo d'espia. El reclouen en una cofurna de dos per dos metres. Al cap d'un mes va ser posat en llibertat, a causa de l'admiració que va provocar el seu bon comportament, dedicat a una pràctica intensa de l'oració i la introspecció, i la conversa amb carcellers i jutges. Pocs mesos després el nomenen mestre de novicis. Va partir per al noviciat de Nagatsuka, un turó als afores d'Hiroshima.
El 6 d'agost del 1945, a les vuit del matí, Arrupe va ser testimoni de l'explosió de la bomba atòmica sobre Hiroshima. Mentre deia missa, una explosió el va llançar a terra. En mirar per la finestra, es va adonar que allò no era un bombardeig més, sinó una cosa nova i terrible. Immediatament, va enviar uns novicis a buscar ajuda i aliments, i ell va córrer amb la resta a Hiroshima per rescatar qui pogués, i va convertir el noviciat en un hospital d'emergència. Més de cent cinquanta persones, abrasades per la irradiació, van ser ateses per una comunitat que amb prou feines comptava amb mitjans i elements, amb els coneixements de medicina que guardava. Més tard, Arrupe va escriure un llibre sobre aquesta experiència: “Jo vaig viure la bomba atòmica”.
Va ser nomenat superior de tots els jesuïtes al Japó, amb el càrrec de viceprovincial el 24 de març de 1954.

## Prepòsit general de la Companyia de Jesús
El pare Arrupe va ser elegit Prepòsit general de la Companyia de Jesús el 22 de maig de 1965. Amb ell es va inclinar la Companyia cap a corrents modernistes. De fet, els seus detractors en van arribar a dir que «un basc (Sant Ignasi de Loiola) havia fundat els Jesuïtes i un altre els destruiria».
El 1980 fou el creador del Servei Jesuïta a Refugiats (JRS; sigles en anglès Jesuit Refugee Service), organització de la Companyia de Jesús per a l'ajuda als refugiats.

## La Congregació General núm. 32
El 2 de desembre de 1974 es va convocar la Congregació General núm. 32. Aquesta trobada marca un punt d'inflexió en la història dels jesuïtes, sobretot per la proclamació que la fe en Déu ha d'anar indefugiblement unida a la lluita infatigable per abolir totes les injustícies que pesen sobre la humanitat. La Companyia de Jesús va iniciar des d'aquesta Congregació General 32 un procés de fe al compromís en la promoció de la justícia en tots els àmbits de l'activitat humana.

## La intervenció de la Companyia de Jesús i successió
El 7 d'agost del 1981, va patir una trombosi cerebral que el va deixar incapacitat del costat dret. L'endemà li van administrar el sagrament de la unció dels malalts. El 26 d'agost el papa Joan Pau II va nomenar un delegat personal, un interventor, per atendre el govern de la Companyia a la persona del pare Paolo Dezza. S'interrompé el procés normal de nomenar un successor per mitjà d'una congregació general. El pare Arrupe i, amb ell, tota la Companyia de Jesús van reaccionar amb dolor però amb obediència total a les decisions del romà pontífex.
El 3 de setembre de 1983, a la Congregació General núm. 33, el pare Arrupe va presentar la seva renúncia al càrrec davant de tots els pares congregats. El pare Peter Hans Kolvenbach va ser triat general de la Companyia. El seu primer gest va ser abraçar el pare Arrupe mentre li deia: «Ja no li diré a vostè Pare General, però li seguiré dient pare».
Després de gairebé deu anys de dolorosa inactivitat (considerada pels seus com una mena d'ofrena per la Companyia, l'Església i la Humanitat) va morir el 5 de febrer de 1991 a la casa generalícia dels jesuïtes a Roma. Dies abans, ja en agonia, l'havia visitat Joan Pau II. Al seu funeral a l'Església del Gesù de Roma hi va assistir una immensa multitud. Les seves darreres paraules van ser: "Pel present Amén i pel futur Al·leluia".

## Beatificació
L'11 de juliol de 2018 el superior general dels jesuïtes Pare Arturo Sosa va anunciar a Bilbao que la Vicària General de Roma tenia intenció d'iniciar el procés de beatificació del pare Arrupe. Aquest procés va ser efectivament obert el 5 de febrer de 2019 trobant-se ara a la fase primera de recollida de testimonis sobre la santedat del Pare Arrupe.